# در حالی که شاه زنده است

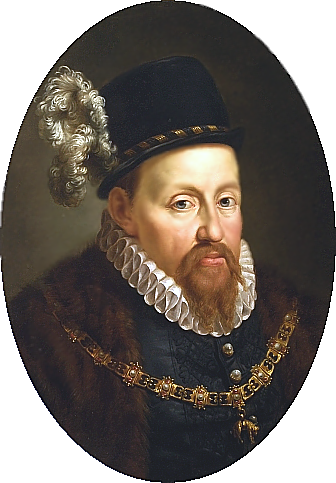
سیگیسموند دوم آگوستوس هجده سال قبل از مرگ پدرش به شاهی برگزیده شد.

در حالی که شاه زنده است (به لاتین: Vivente rege) شکلی از انتخاب شاه در لهستان بود که در آن جانشین شاه فعلی که بیشتر اوقات از همان دودمان بود پیش از فوت شاه انتخاب می‌شد. این شیوه یکی از عناصر مهم انتخاب شاه در لهستان بود که به شلختا کمک می‌کرد تا در مقابل شاهانی که می‌خواستند به جای نظام انتخابی، نظام موروثی را پابرجا کنند مقاومت نمایند.